# 格萊德灣
格萊德灣（英語：Glade Bay）是南極洲的海灣，位於阿蒙森海，處於萊特島北部，寬56公里，該海灣根據美國海軍的測量和空中照片被繪入地圖，現時由南極條約體系管理。
73°56′S 115°20′W / 73.933°S 115.333°W